# Eutocus matildae
Eutocus matildae is een vlinder uit de familie van de dikkopjes (Hesperiidae). De wetenschappelijke naam van de soort is voor het eerst geldig gepubliceerd in 1941 door Kenneth Hayward. Dit taxon wordt wel beschouwd als een ondersoort van Eutocus vetulus (Mabille, 1883).